# St. Marie (Montana)
St. Marie és una concentració de població designada pel cens dels Estats Units a l'estat de Montana. Segons el cens del 2000 tenia 183 habitants.

## Demografia
Segons el cens del 2000, St. Marie tenia 183 habitants, 92 habitatges, i 59 famílies. La densitat de població era de 3,1 habitants per km².
Dels 92 habitatges en un 14,1% hi vivien nens de menys de 18 anys, en un 57,6% hi vivien parelles casades, en un 6,5% dones solteres, i en un 34,8% no eren unitats familiars. En el 32,6% dels habitatges hi vivien persones soles el 17,4% de les quals corresponia a persones de 65 anys o més que vivien soles. El nombre mitjà de persones vivint en cada habitatge era d'1,99 i el nombre mitjà de persones que vivien en cada família era de 2,45.
Per edats la població es repartia de la següent manera: un 14,8% tenia menys de 18 anys, un 2,7% entre 18 i 24, un 12% entre 25 i 44, un 35,5% de 45 a 60 i un 35% 65 anys o més.
L'edat mediana era de 60 anys. Per cada 100 dones de 18 o més anys hi havia 97,5 homes.
La renda mediana per habitatge era de 33.750 $ i la renda mediana per família de 34.792 $. Els homes tenien una renda mediana de 18.750 $ mentre que les dones 17.188 $. La renda per capita de la població era de 16.314 $. Cap de les famílies i el 2,3% de la població estaven per davall del llindar de pobresa.

## Poblacions properes
El següent diagrama mostra les poblacions més properes.